# Spilogona biguttata
Spilogona biguttata är en tvåvingeart som beskrevs av Fritz Isidore van Emden 1951. Spilogona biguttata ingår i släktet Spilogona och familjen husflugor. Inga underarter finns listade i Catalogue of Life.